# 이봉래 (1922년)
이봉래는 시인이자 영화감독, 시나리오 작가이다. 한국 초대 농림부 장관인 조봉암의 첫째 딸 조호정의 남편이다.

1922년 4월 6일 함경북도 청진에서 출생했다. 해방 전 부산수산전문학교(현 부산수산대학)에 진학하였으나 중도에 그만 두었고, 일본 릿쿄대학(立敎大學) 문학부에 적을 두었으나 중퇴하였다. 일어시운동에 참가하여 일본시단의 『시학』을 비롯하여 『일본미래파』, 『시와 시인』, 『신시인』의 동인으로 활동하며 일문(日文)으로 된 40여 편의 작품을 발표하였다.
6ㆍ25 전쟁 후 귀국하여 피난지 부산에서 『후반기』 동인으로 참여하여 모더니즘 시 운동을 전개하였으며, 시와 평론, 시나리오 등 여러 분야에서 활동하였다.
1950년대 중반부터 영화감독, 시나리오 작가로 활동했다. 1956년 『행복의 조건』, 1959년 『백주의 암흑』, 1961년 『삼등과장(三等課長)』 등의 사회고발성 영화를 제작했다. 1961년부터 1971년까지 영화인협회 회장, 1973년 예총 회장, 1989년 현대시인협회 회장을 역임했으며, 1994년부터 1998년까지 예총 명예회장을 지냈다.
시집으로 『이봉래 시선』(한일출판사, 1973), 『역광(逆光)의 신(神)』(서문당, 1982), 『침묵(沈黙)의 모음(母音)』(명문당, 1989) 등이 있다.
1998년 6월 12일 타계했다.

## 의의와 평가
이봉래의 시는 내면적인 언어의 연상작용이 두드러진다는 특징이 있으며, 1950년대 초반의 시에서 모더니즘적 경향과 함께 도시와 문명에 대한 시대감각과 생활현실을 반영하는 경향을 보이는 것으로 평가되고 있다.

## 참고문헌
- 『문학의 논리와 전환사회』(오양호, 문예출판사, 1991)
- 「한국과 일본의 소시민 영화 비교 연구 : 오즈 야스지로의 〈태어나기는 했지만〉과 이봉래의 〈삼등과장〉을 중심으로」(오원심, 연세대 석사논문, 2010)